# Saint-Étienne-de-Bolton
Saint-Étienne-de-Bolton es un municipio canadiense situado en la provincia de Quebec.

## Superficie
Saint-Étienne-de-Bolton tiene una superficie de 47,27 km².

## Demografía
En 2021, tenía 816 habitantes, una densidad poblacional de 17,3 hab./km², y 572 viviendas.